# Coppa YK Gyeonggi
La Coppa YK Gyeonggi (YK建機盃/YK건기배, «Coppa YK Macchine Edili») è una competizione di Go sudcoreana istituita nel 2022.
La competizione prevede dei tornei preliminari per la selezione dei 10 partecipanti al girone all'italiana: i due primi classificati di questo torneo si affrontano nella finale al meglio dei cinque incontri (tre nella prima edizione).
La borsa del vincitore è di 60 milioni di won, quella dell'altro finalista è di 30 milioni di won.

## Albo d'oro
| Edizione | Anno | Vincitore     | Punteggio | Secondo classificato |
| -------- | ---- | ------------- | --------- | -------------------- |
| 1        | 2022 | Kang Dong-yun | 2-0       | Park Jung-hwan       |
| 2        | 2023 | Shin Jin-seo  | 2-0       | Shin Min-jun         |